# Chợ đầu mối nông sản thực phẩm Thủ Đức
Chợ đầu mối nông sản thực phẩm Thủ Đức là một trong ba chợ đầu mối lớn nhất Thành phố Hồ Chí Minh. Khu chợ này nằm trên Quốc lộ 1 tại vị trí cửa ngõ thành phố, thuộc phường Tam Bình, thành phố Thủ Đức. Chợ được khởi công xây dựng vào năm 2002 với tổng vốn đầu tư 182,4 tỷ đồng do Công ty Cổ phần Phát triển Nhà Thủ Đức làm chủ đầu tư trên quy mô hơn 20 ha. Đây được xem là công trình tiêu biểu được thực hiện theo chủ trương của thành phố nhằm di dời các chợ nhỏ lẻ trong nội thành.

## Lịch sử hình thành
Chợ đầu mối nông sản thực phẩm Thủ Đức được khởi công xây dựng vào năm 2002 có diện tích 203.676 m², sức chứa 1.584 sạp, vựa, với tổng vốn đầu tư là hơn 182 tỷ đồng, trong đó ngân sách thành phố hơn 41,8 tỷ đồng, hơn 46 tỷ đồng ứng trước của khách hàng, 80 tỉ vay ngân hàng theo chương trình kích cầu, hơn 14 tỷ đồng vốn tự có của chủ đầu tư.
Chợ bao gồm các khu nhà lồng chợ A, nhà lồng chợ B, nhà lồng chợ C và nhiều công trình phụ trợ như nhà kho, khu quản lý, khu điều hành, khu sơ chế, nhà máy xử lý rác, trạm nước ngầm, trạm xử lý nước thải…
Công ty Cổ phần Phát triển Nhà Thủ Đức đã bắt đầu đưa khu nhà lồng chợ A vào hoạt động từ ngày 23 tháng 10 năm 2003, khu nhà lồng chợ B vào hoạt động từ tháng 7 năm 2006, khu nhà lồng chợ C vào hoạt động từ tháng 4 năm 2010.
Trung bình mỗi ngày lượng hàng hóa nhập vào chợ lên đến hơn 3500 tấn. Ngoài ra, khi chợ hoạt động cũng đã tạo được công ăn việc làm cho hàng ngàn lao động trên địa bàn quận kể cả số lao động di dời từ các chợ Cầu Muối, Cầu Ông Lãnh.